# توم راسيل (مغن مؤلف)
توم راسيل (بالإنجليزية: Tom Russell)‏ هو مغن مؤلف أمريكي، ولد في 5 مارس 1953 في لوس أنجلوس في الولايات المتحدة.

## وصلات خارجية
- الموقع الرسمي
- توم راسيل على موقع ميوزك برينز (الإنجليزية)
- توم راسيل على موقع أول ميوزيك (الإنجليزية)
- توم راسيل على موقع ديسكوغز (الإنجليزية)